# تراوانکور کمیکال
تراوانکور کمیکال (انگلیسی: Fertilisers and Chemicals Travancore) شرکت صنایع شیمیایی هندی است، که در سال ۱۹۴۳ توسط چیتیرا تیرونال بالاراما وارما تأسیس شد.